# سوپرنچرال (فصل ۶)
سوپرنچرال فصل ۶ یک سریال تلویزیونی درام و فراطبیعی ساخته اریک کریپک است. فصل ششم از این سریال در آمریکا جمعه‌ها ساعت ۹ شب از شبکه شبکه تلویزیونی سی‌دابلیو پخش می‌شد.

## بازیگران

### بازیگران اصلی
- جرد پادالکی در نقش سم وینچستر (۲۲ قسمت)
- جنسن اکلس در نقش دین وینچستر (۲۲ قسمت)
- میشا کالینز در نقش کستیل (۱۲ قسمت)

### بازیگر مهمان ویژه
- رابرت انگلوند در نقش دکتر رابرت (۱ قسمت)
- برایان دویل-موری در نقش رابرت سینگر (۱ قسمت)

## قسمت‌ها
آن‌چه در زیر می‌خوانید، نگاهی گذرا به مهم‌ترین حوادث رخ داده شده در قسمت‌های سریال است. بدیهی است بسیاری از جزئیات و اتفاقات ریز و جذابیت‌های هنری و صحنه‌های هیجان انگیز فیلم در مقاله زیر آورده نشده‌اند.
| شماره قسمت در سریال | شماره قسمت در فصل | عنوان (نام)                       | کارگردان     | نویسنده                                                                                      | تاریخ پخش اصلی  | کد تولید | میانگین بیننده در آمریکا (میلیون) |
| --- | ----------------- | --------------------------------- | ------------ | -------------------------------------------------------------------------------------------- | --------------- | -------- | --------------------------------- |
| 105 | ۱                 | «تبعید به مین سنت»                | فیل اسکریچیا | سرا گمبل                                                                                     | ۲۴ سپتامبر ۲۰۱۰ | 3X6052   | ۲٬۹۰                              |
| دین با لیزا و پسرش بن زندگی می‌کند و بعد از پریدن سم در قفس لوسیفر، یک سال است که شکار نمی‌کند. اتفاق مرموزی در همسایگی او رخ می‌دهد و او مجبور به بازگشت به دنیای ماوراءالطبیعه می‌شود. سم او را نجات می‌دهد و فاش می‌کند که یک سال است که به‌طور مرموزی از جهنم برگشته. سپس دین را به اعضای خانواده‌ای معرفی می‌کند که هیچ‌گاه از وجودشان خبر نداشته: کمپبل‌ها (عموزاده‌های مادرش که توسط پدربزرگشان ساموئل رهبری می‌شوند. ساموئل هم یک سال پیش به‌طور مرموزی به زمین برگشت) دین، لیزا و بن را پیش بابی می‌گذارد تا بتواند با سم، جنی را که اطرافیان دین را اذیت می‌کند بکشد. بدون اطلاع سم و دین، ساموئل یکی از جن‌ها را حین مبارزه دستگیر می‌کند. در آخر، دین تصمیم می‌گیرد با لیزا و بن بماند ولی با سم در تماس باشد. |                   |                                   |              |                                                                                              |                 |          |                                   |
| 106 | ۲                 | «دو و نصفه‌ای مرد»                 | جان شووالتر  | آدام گلس                                                                                     | ۱ اکتبر ۲۰۱۰    | 3X6053   | ۲٫۳۳                              |
| سم روی پرونده‌ای کار می‌کند که نوزادانی بعد از اینکه والدینشان به قتل می‌رسند، گم می‌شوند. در صحنه جرم، نوزادی را میابد که آنجا جا گذاشته شده و برای کمک به دین زنگ می‌زند. دین با بی میلی به ملاقات سم می‌رود و از اینکه چه پدر خوبی شده، برادرش را متجب می‌کند. برادرها، نوزاد (معلوم می‌شود یک شیپ شیفتر است) را پیش ساموئل می‌برند و او تصمیم می‌گیرد بچه را به عنوان شکارچی بزرگ کند. ولی دین عصبانی می‌شود. در هر حال، قبل از تصمیم درباره آینده بچه، یک شیپ شیفتر وارد می‌شود و نوزاد را می‌دزدد. او ظاهراً پدر همه شیپ شیفترها بوده (آلفا) و از بقیه قویتر بوده. ساموئل مخفیانه به کسی تلفنی قول می‌دهد که آلفا را دستگیر کند. بعد از این، دین پیش لیزا برمی گردد و می‌گوید مطمئن نیست که باید پیش او و بن بماند و ازشان محافظت کند یا اینکه اینکه برود. لیزا از دین می‌خواهد برود ولی هر وقت توانست برگردد. |                   |                                   |              |                                                                                              |                 |          |                                   |
| 107 | ۳                 | «سومین مرد»                       | رابرت سینگر  | بن ادلوند                                                                                    | ۸ اکتبر ۲۰۱۰    | 3X6054   | ۲٫۱۶                              |
| سم و دین به کستیل برای کمک زنگ می‌زنند. زیرا در حال تحقیق روی مرگ چند پلیس هستند که ظاهراً با طاعون مصری مرده‌اند. کستیل می‌گوید عصای موسی باعث قتل شده. هم چنین می‌گوید بهشت دچار هرج و مرج و جنگ داخلی شده و سلاح‌های خداوند دزدیده شده‌اند. هر سه می‌فهمند این پلیس‌ها در ماجرای شلیک به پسری جوان دخیل بوده‌اند و الان برادرش با عصای موسی آن‌ها را کشته. او عصا را با فرشته‌ای در ازای روحش معامله کرده. کستیل می‌فهمد این فرشته (بالتازار) عصا را قطعه قطعه کرده تا به افراد بیشتری بفروشد و روح بیشتری جمع کند. وقتی با بالتازار در خانه‌اش مواجه می‌شود، توضیح می‌دهد که بهشت را ترک کردهو از کستیل بخاطر ایجاد وضع اخیر در بهشت متشکر است. رافائل سرمیرسد و بالتازار آن‌ها را ترک می‌کند. قبل از اینکه رافائل، کستیل را بکشد؛ بالتازار برمی گردد و با کرستالی سفید پوسته رافائل را متلاشی می‌کند. دین با آتش مقدس بالتازار را به دام می‌اندازد تا روح پسربچه را پس دهد. بعد از این، کستیل هم به عنوان جبران بالتازار را آزاد می‌کند و هر دو فرشته بی هیچ توضیحی از برادرها جدا می‌شوند. بعداً دین از سم درباره رفتارهای اخیرش سؤال می‌کند و حس می‌کند چیزی در او متفاوت است. |                   |                                   |              |                                                                                              |                 |          |                                   |
| 108 | ۴                 | «آخر هفته پیش بابی»               | جنسن اکلس    | اندرو دب و دنیل لافلین                                                                       | ۱۵ اکتبر ۲۰۱۰   | 3X6051   | ۲٫۸۴                              |
| بابی، کراولی را احضار می‌کند تا روحش را به عنوان قسمتی از معامله پایان آخرالزمان به او برگرداند. اما کراولی دبه کرده و آن را برای مدت ۱۰ سال می‌خواهد نگهدارد. بابی شروع به جستجو درباره ملیت کراولی می‌کند و حتی یک شیطان چهارراه را دستگیر کرده و شکنجه می‌دهد تا نام اصلی کراولی را بفهمد. در آخر هفته، بابی حمایتش از برادران وینچستر و سایر شکارچی‌ها را ادامه می‌دهد. همچنین به شکارچی به نام روفوس کمک می‌کند تا یک شیطان اوکامی ژاپنی را خاک کند.(بعداً دوباره خودش مجبور به کشتنش می‌شود) و با یک مأمور اف‌بی‌آی که دنبال روفوس است، مقابله می‌کند. دین به بابی درباره تغییرات سم و مشکلاتش می‌گوید ولی بابی با سایر تماس‌ها مشغول است. وقتی دین بابی را بخاطر خودخواه بودن و سرد بودن و گوش ندادنش سرزنش می‌کند، بابی عصبانی می‌شود و هر دو برادر را توبیخ می‌کند. می‌گوید او هم مشکلات خودش را دارد و همیشه نمی‌تواند در اختیار آنان باشد. بابی از طریق شیطان چهاراه می‌فهمد نام واقعی کراولی، فرگوس مکلود است و الان پادشاه جهنم است. سپس پسر متوفی کراولی به نام گیوین را برای اطلاعات احضار کرده. هم چنین کراولی را احضار کرده تا با تهدید روحش را برگرداند. کراولی امتناع می‌کند تا اینکه گیوین به پدرش می‌گوید هر چه می دانسته به بابی گفته. کراولی آشفته می‌شود ولی باز هم خونسرد می ماندتا اینکه سم و دین تماس می‌گیرند و می‌گویند سر قبر کراولی در اسکاتلند هستند و آماده سوزاندن استخوان‌هایش. کراولی با بی میلی روح بابی را برمیگرداند و قرارداد را نابود می‌کند و به اسکاتلند می‌رود تا بقایایش را بردارد. بعداً بابی از برادرها بخاطر کمکشان تشکر کرده و دوباره به کار معمولش برمی گردد.                                                                  |                   |                                   |              |                                                                                              |                 |          |                                   |
| 109 | ۵                 | «آزاد زندگی کن»                   | راد هاردی    | برت متیوس                                                                                    | ۲۲ اکتبر ۲۰۱۰   | 3X6056   | ۲٫۴۷                              |
| سم و دین درباره یک سری از دختران گمشده در النویز تحقیق می‌کند که همگی شدیداً طرفدار فیلم گرگ و میش هستند. می‌فهمند همگی توسط گروهی خون‌آشام دزدیده می‌شوند و یک بار محلی را تحت نظر می‌گیرند تا مقصر را بیابند. سم اجازه می‌دهد دین به خون‌آشام تبدیل شود چون می‌داند ساموئل راه درمان را بلد است. دین به آشیانه نفوذ می‌کند و قبل از اینکه سرگروه خون‌آشامها را بکشد، خون‌آشام آلفا به همه الهاماتی ذهنی از برنامه‌شان می‌فرستد. دین همه خون‌آشامهای آشیانه را می‌کشد. ولی قسمت بد این است که مایع درمانی را به دردناکی می‌نوشد و به یاد می‌آورد که سم اجازه داد او به خون‌آشام تبدیل شود. |                   |                                   |              |                                                                                              |                 |          |                                   |
| 110 | ۶                 | «تو نمی‌توانی با حقیقت کنار بیایی» | جن الیازبرگ  | داستان: دیوید رید و اریک چارملو و نیکول اسنایدر نمایش تلویزیونی: اریک چارملو و نیکول اسنایدر | ۲۹ اکتبر ۲۰۱۰   | 3X6055   | ۲٫۵۲                              |
| دین و سم روی مجموعه‌ای از مرگها در النویز تحقیق می‌کنند جاییکه همه قربانی‌ها درباره خودشان حقایق وحشتناکی شنیده‌اند و باعث شده تا خودکشی کنند. دین اکنون درباره برادرش بسیار محتاط شده زیرا بیاد می‌آورد که دیده سم به خون‌آشام اجازه داده به دین حمله کند. طلسم روی دین اثر می‌کند و فرصتی پیش می‌آید تا از سم سؤال کند ولی سم می‌گوید فقط خشکش زده بوده و از اینکه دین به او اعتماد ندارد وحشت زده است. وقتی به نظر می‌آید سم حقیقت را می‌گوید، شکارشان را ادامه می‌دهند و می‌فهمند مقصر الهه حقیقت، وریتاس است. کسی که طلسم را ایجاد کرده. ولی اوضاع خراب می‌شود وقتی که برادرها توسط وریتاس گرفته می‌شوند. وریتاس می‌فهمد سم تحت تأثیر طلسمش نیست و مدام دروغ می‌گوید. |                   |                                   |              |                                                                                              |                 |          |                                   |
| 111 | ۷                 | «مسائل خانوادگی»                  | گای بی       | اندرو دب و دنیل لافلین                                                                       | ۵ نوامبر ۲۰۱۰   | 3X6057   | ۲٫۴۶                              |
| دین از کستیل کمک می‌خواهد تا بفهمد چه اتفاقی برای سم افتاده. سم فاش می‌کند نمی‌تواند بخوابد و بجز دردهای جسمی، هیچ حس دیگری ندارد. کستیل می‌فهمد روح سم در قفس جامانده. بعداً وینچسترها می‌فهمند ساموئل بدنبال شکار خون‌آشام آلفا است. بعد از شکنجه خون‌آشام آلفا، کراولی ظاهر می‌شود و معلوم می‌شود ساموئل برای او کار می‌کند و موجودات آلفا را جمع می‌کند و اینکه کراولی کسی است که سم را از جهنم برگردانده. می‌گوید آن‌ها مجبورند اوامرش را اطاعت کنند. وقتی می‌رود، سم قصد کشتن ساموئل را دراد بخاطر خیانتش و دروغ گفتن. ولی دین اجازه می‌دهد برود. ساموئل می‌گوید او فقط موجودات را دستگیر می‌کند و قصد آسیب به برادرها را ندارد. از آنجایی که برادرها چاره دیگری ندارند، از کراولی اطاعت می‌کنند. |                   |                                   |              |                                                                                              |                 |          |                                   |
| 112 | ۸                 | «همه سگ‌ها به بهشت می‌روند»         | فیل اسجیرسیا | آدام گلس                                                                                     | ۱۲ نوامبر ۲۰۱۰  | 3X6058   | ۲٫۰۹                              |
| کراولی به برادرها پیشنهادی می‌دهد: یک آلفا در مقابل روح سم. سپس آن‌ها را برای تحقیق درباره یک قتل که بنظر حمله گرگینه می‌رسد به بوفالو می‌فرستد. آن‌ها به صحنه قتل دیگری می‌رسند و می‌فهمند هر دوشیوه قتل یکسان بوده. بعد از تحقیق، سم می‌فهمد که نقطه مشترک قتل‌ها کال گریگان است. آن‌ها با کال مصاحبه کرده و دوست دخترش مندی، پسر مندی (ایدن) و سگشان (لاکی) را می‌بینند. برادرها در طول شب جاسوسی کال را می‌کنند ولی چیزی دستگیرشان نمی‌شود. وقتی می‌روند کال توسط لاکی کشته می‌شود. سم می‌بیند سگشان لاکی به مردی تبدیل می‌شود و او را خارج خانه دنبال می‌کند. تعقیب صورت می‌گیرد و لاکی با یک ون تصادف می‌کند. معلوم می‌شود قاتل گرگینه نیست بلکه اسکین واکر است. سم و دین، لاکی را در بیمارستان حیوانات گیر انداخته و او را قانع می‌کنند که لو دادن گروهش بهتر از قرار دادن خانواده مورد علاقه اش در خطر است. لاکی می‌گوید برامه اسکین واکرها این است که در خانواده‌ها به عنوان حیوان خانگی نفوذ کنند و با دریافت علامت، اعضای خانواده را به اسکین واکر تبدیل کنند. دین به دنبال کشتن رهبر گروه می‌رود و تیراندازی می‌شود. همه اعضا بجز لاکی کشته می‌شوند. ولی او زخمی فرار می‌کند. او بعداً به خانه مندی برمی گردد تا از مهربانیش تشکر کند ولی مندی می‌گوید دیگر هیچ وقت برنگردد. |                   |                                   |              |                                                                                              |                 |          |                                   |
| 113 | ۹                 | «اگر باور داری، دستاتو بهم بزن»   | جان شوالتر   | بن ادلوند                                                                                    | ۱۹ نوامبر ۲۰۱۰  | 3X6059   | ۱٫۹۴                              |
| ینچسترها روی مجموعه‌ای از ناپدید شدنها در ایندیانا کار می‌کنند که بنظر کار فضایی‌ها می‌آید. از پدر اولین قربانی، برنان، سؤال می‌کنند که یک ساعت ساز است و اصرار داد پسرش دیگر برنمی گردد. دین ظاهراً دزدیده می‌شود. سم سراغ یک گروه جستجوگر فضایی‌ها می‌رود تا درباره دزدی‌ها بیشتر بفهمد. بعداً دین به خانه برگردانده می‌شود. وقتی می‌بیند سم تمام شب را به جای جستجوی دین، با یک دختر گذرانده، عصبی می‌شود. در ادامه دین مرد عجیبی را می‌بیند (فقط او قادر به مشاهده اش است) و با یک پری کوچک روبرو می‌شود. دین سعی می‌کند سم را از وجود این اتفاقات عجیب قانع کند ولی سم شک دارد. دین مغازه برنان را چک می‌کند و تعدادی پری در حال کار را میابد! سم از برنان حقیقت را می‌پرسد و می‌گوید دو ماه پیش یک جن کوچک را احضار کرد. آن‌ها معامله‌ای کردند: پری‌هایش برای برنان ساعت بسازند و مغازه و اعتبارش را نجات دهند ولی در عوض اولین فرزندش را می‌گیرد. دین مرد عجیب را دنبال می‌کند ولی اشتباهاً به کس دیگری حمله کرده و به جرم اختلال دستگیر می‌شود. سم و برنان قصد ابطال طلسم را دارند ولی برنان توسط جن کوچک کشته می‌شود. جن کوچک بی‌روح بودن سم را حس می‌کند و با معامله‌ای قصد برگرداندن آن را می‌کند. ولی سم پیشنهاد را رد کرده و حمله می‌کند. نهایتاً سم مقداری نمک را روی زمین می‌ریزد و جن کوچک مجبور به شمردن هر دانه می‌شود! سم هم طلسم را می‌خواند تا همه آن‌ها را به سرزمینشان برگرداند. بعداً دین می‌پرسد چرا سم معامله را نپذیرفت و سم می‌گوید معامله هیچ وقت چیز خوبی نیست. |                   |                                   |              |                                                                                              |                 |          |                                   |
| 114 | ۱۰                | «گرمای حبس شده»                   | رابرت سینگر  | برت متیوس و جنی کلین                                                                         | ۳ دسامبر ۲۰۱۰   | 3X6060   | ۲٫۱۵                              |
| مگ با چند عضو وفادار به لوسیفر که در حال فرار از کراولی هستند، به سم و دین حمله می‌کند. سم با آن‌ها معامله‌ای می‌کند: مگ به آن‌ها کمک کند روح سم را پس بگیرند و آن‌ها هم کمک می‌کنند کراولی را بکشد. مگ می‌پذیرد. آن‌ها سعی می‌کنند از ساموئل کمک بگیرند ولی او امتناع می‌کند (زیرا کراولی به او قول زنده کردن مادر سم و دین را داده) بعداً ساموئل بنظر می‌آید قلبش نرم شده و به برادرها و کستیل درباره زندان مخفی هیولاها که کراولی در آن است می‌گوید. آنجا موجودات را برای اطلاع از برزخ شکنجه می‌دهد. در طول آمادگی برای حمله به پایگاه، کستیل درباره نگرانیش می‌گوید که روح سم با میکائیل و لوسیفر خسته در قفس است. آسیب‌های روح سم می‌تواند او را بکشد یا دیوانه کند یا بشکند. در طول نفوذ به پایگاه، شیاطین مگ توسط سگ‌های جهنمی کشته می‌شوند و مگ به جنگ می‌پردازد تا برای بقیه زمان بخرد. ساموئل به برادرها خیانت می‌کند و با طلسم کستیل را به بیرون ساختمان می‌فرستد و سم و دین را با کمک کراولی در تله می‌اندازد. سم فرار می‌کند و دین را هم با کشتن دو غول نجات می‌دهد. سپس هر دو شیطانی که کنترل کریستین را دارد می‌کشد. کسی که مگ را یافته و برای اطلاعات شکنجه می‌دهد. همگی به کراولی کلک می‌زنند و او را در تله شیطان می‌اندازند. اما کراولی اظهار می‌کند برگشت روح سم غیرممکن است حتی برای او. وقتی مگ به او حمله می‌کند هم خودش را آزاد می‌کند. کستیل با بقایای بدن کراولی ظاهر می‌شود و دوباره ادعا می‌کند نمی‌تواند روح را برگرداند. کستیل سریعاً استخوان‌هایش را می‌سوزاند و کراولی را می‌کشد. سپس می‌رود تا با رافائل بجنگد. مگ هم می‌رود. سم از دین دور می‌شود و می‌گوید روحش را نمی‌خواهد و بدون آن راحت تر است.                                                          |                   |                                   |              |                                                                                              |                 |          |                                   |
| 115 | ۱۱                | «قرار ملاقات در سامارا»           | مایک روهل    | سرا گمبل و رابرت سینگر                                                                       | ۱۰ دسامبر ۲۰۱۰  | 3X6061   | ۲٫۲۷                              |
| دین با مرگ ملاقات و معامله‌ای می‌کند: اگر دین برای یک روز جای مرگ باشد، مرگ هم روح سم را برمی گرداند و قسمت‌های آسیب دیده اش را ترمیم می‌کند. دین برنامه را به بابی و سم می‌گوید. سم قویا مخالف است اما دین می‌رود. دین با همراهی تسا می‌رود تا روح افراد مختلف را بگیرد. نهایتاً دین مجبور به گرفتن روح یک دختر ۱۲ ساله با مشکل قلبی می‌شود. ولی امتناع می‌کند و دختر بچه معجزه آسا بهبود میابد. در هر حال بخاطر تغییر در روال طبیعی، افراد دیگری می‌میرند. با شکست در معامله، دین روح دختر بچه را می‌گیرد. می‌پذیرد اگرچه روال طبیعی مزخرف است ولی باید انجام شود. وقتی دین نقش مرگ را بازی می‌کند، سم بالتازار را احضار می‌کند تا بفهمد چگونه از اتصال روح به بدنش جلوگیری کند. بالتازار می‌گوید یک طلسم وجود دارد ولی به خون پدر نیاز دارد.(پدرکشی) چون پدر سم سال‌ها پیش مرده، یک جانشین (بابی) نیاز است. سم، بابی را تعقیب می‌کند ولی بابی سم را میگرد و سعی دارد متوقفش کند. نهایتاً سم موفق می‌شود و آماده می‌شود بابی را بکشد. ولی دین او را متوقف می‌کند. مرگ، دین را سوپرایز می‌کند که آماده تا حلقه اش را پس بگیرد. دین می‌فهمد بازی مرگ، حیله بوده. مرگ فاش می‌کند آمده تا روح سم را برگرداند. می‌گوید ادراک مهمی درباره روح انسان وجود دارد که باید کشف کند. سپس روح سم را از جعبه خارج می‌کند و به سم دستور می‌دهد دیواری که اطراف خاطرات جهنم می‌سازد را خراب نکند. سپس روح را درون سم در حالیکه درد می‌کشد و جیغ می‌زند، می‌گذارد. |                   |                                   |              |                                                                                              |                 |          |                                   |
| 116 | ۱۲                | «مثل یک باکره»                    | فیل اسکریچیا | آدام گلس                                                                                     | ۴ فوریه ۲۰۱۱    | 3X6062   | ۲٫۲۵                              |
| دبعد از اینکه مرگ روح آسیب دیده را از جهنم درون بدن سم می‌گذارد، سم با حالت عادیش بیدار می‌شود در حالیکه هیچ چیز از دوران بی‌روحی یادش نیست. دین و سم درباره ناپدیدشدن دخترهای باکره شهر اورگن تحقیق می‌کنند. می‌فهمند اژدهایان پشت دزدی‌ها هستند. بابی، دین را پیش دکتر ویساک (پروفسور اسطیر قرون وسطی) می‌فرستد که در مبارزه با اژدهایان تجربه دارد. می‌گوید برا کشتن اژدها به شمشیری که در خون اژدها ساخته شده، نیاز است. دکتر ویسیاک یکی در زیرزمینش دارد. سم می‌فهمد اژدهایان در فاضلاب زیرزمینی هستند. بعداً کستیل را فرامی خواند و او هم همه چیز را درباره دوران بی‌روح بودنش برای سم تعریف کرد. سم و دین به فاضلاب می‌روند و دختران باکره را در قفس می‌یابند. دو اژدها می‌رسند و مبارزه می‌کنند. یکی را می‌کشند و دیگری هم فرار می‌کند. بعد به خانه بابی برمی گردند و سم بابت کارهایش عذرخواهی می‌کند و می‌گوید کستیل همه چیز را گفته. بابی می‌فهمد اژدهایان درحال باز کردن برزخ هستند تا چیزی بزرگ به نام "مادر همه" به زمین بیاید. در این حین، اژدهایان هنوز یک باکره دارند. پس طلسمی می‌خوانند و دختر را درون چاله‌ای آتشین می‌اندازند. سپس دختر در حالیکه توسط "مادر همه" تسخیر شده از چاله خارج می‌شود. |                   |                                   |              |                                                                                              |                 |          |                                   |
| 117 | ۱۳                | «نابخشودنی»                       | دیوید برت    | اندرو دب و دنیل لافلین                                                                       | ۱۱ فوریه ۲۰۱۱   | 3X6063   | ۱٫۹۷                              |
| سم پیامی مرموز دریافت می‌کند و راهی رودآیلند می‌شود که در آن طی هفته گذشته سه زن ناپدید شده‌اند. با رسیدن به شهر می‌فهمند، سم و ساموئل قبلاً در آنجا روی پرونده گم شدن مردانی کار کرده‌اند. هر چه زمان می‌گذرد، خاطرات سم از دیدار اولش در این شهر پررنگ تر می‌شود؛ مثل جمله یه یک پلیس مشکوک و داشتن رابطه با زنان شاهد مختلف. سپس سم توسط پلیسی که قبلاً زده بود، دستگیر می‌شود و بعد با همسر کلانتر محلی، برنا دابز، روبرو می‌شود. سم اظهار می‌کند هیچ چیز از وقایع قبل را به یادنمی آورد و برنا او را از زندان آزاد می‌کند. در طول تحیق، سم می‌فهمد همراه ساموئل یک اراکنه را شکار کرده بوده. سم هم از کلانتر به عنوان طعمه استفاده کرده بود تا موجود را گول بزند و بعد از یافتن کلانتر و سایر مردان دزدیده شده، سم اراکنه و بقیه مردان را کشته. چون فکر می‌کرده آن‌ها مسموم شده‌اند. بعداً معلوم می‌شود اراکنه، مردان را برای تغذیه نمی دزدیده، بلکه از آن‌ها برای تکثیر نسلش استفاده می‌کرده و کلانتر و بقیه را از یک سال پیش تبدیل کرده بوده و همگی در حال حاضر هم زنده مانده‌اند. کلانتر با گاز گرفتن و در تله انداختن سم و دین در تارش، خود را آشکار می‌کند. توضیح می‌دهد چه بلایی سرش آمده و همه زنانی که دزدیده را به اراکنه تبدیل کرده. در این حین، دین با قطعه شیشه تارها را می‌برد و به کلانتر حمله می‌کند. برنا، سم را آزاد می‌کند و سر شوهرش را قطع می‌کند. بعداً سم تلاش می‌کند از برنا عذرخواهی کند ولی او نمی‌پذیرد. |                   |                                   |              |                                                                                              |                 |          |                                   |
| 118 | ۱۴                | «مانکن ۳: تسویه حساب»             | جینات شوارک  | اریک چارملو و نیکول اسنایدر                                                                  | ۱۸ فوریه ۲۰۱۱   | 3X6064   | ۲٫۲۵                              |
| در نیوجرسی یک سرایدار مدرسه کشته می‌شود در حالیکه هیچ کس در اطراف نبوده. قتلی دیگر در شهری دیگر اتفاق می‌افتد و برادرها به به روحی مشکوک می‌شوند که مانکن‌ها را برای قتل کنترل می‌کند. در طول تحقیق، بن به دین زنگ می‌زند و می‌گوید حرکات لیزا مشکوک است. دین هم می‌رود. سم می‌فهمد هر دو قربانی قبلاً در یک کارخانه با هم کار می‌کرده‌اند. سرایدار بعد از مرگ عجیب یک کارگر زن به نام رز، استعفا می‌دهد. بعد از صحبت با خواهر رز، سم شخص دیگری را که در کارخانه کار می‌کرده، از کشته شدن نجات می‌دهد. مرد توضیح می‌دهد چگونه اتفاقی با دوستانش باعث مرگ آن دختر شدند. بخاطر شوخی خشنی که با او بازی کردند. سپس سم جسد را می‌سوزاند. اما آن مرد همان شب کشته می‌شود. بعد از صحبت با لیزا، دین می‌فهمد او در حال فراموش کردن دین است ولی ظاهر شدن دین در زندگیش مانع اینکار می‌شود. سپس با بن حرف می‌زند که دوست دارد دین به زندگیشان برگردد. سم پیش خواهر رز برمیگردد تا ببیند چه چیزی از خواهرش دارد. می‌فهمد وقتی جوان‌تر بودند، رز کلیه اش را به خواهرش داده. دین برمیگردد ولی رز، ایمپالا را تسخیر می‌کند و سعی می‌کند دین را بکشد. در نهایت ایمپالا تصادف می‌کند و هر دو خواهر می‌میرند. بعد از این برادرها درباره این صحبت می‌کنند که چگونه برای نجات چند نفر، یک دختر بی گناه را به کشتن دادند و اینکه کار درستی بود یا نه. |                   |                                   |              |                                                                                              |                 |          |                                   |
| 119 | ۱۵                | «اشتباه فرانسوی»                  | چارلز بیسون  | بن ادلوند                                                                                    | ۲۵ فوریه ۲۰۱۱   | 3X6065   | ۲٫۱۸                              |
| بالتازار به سم کلیدی می‌دهد و برادرها را به دنیای موازی می‌فرستد که به عنوان جرد پادالکی و جنسن اکلس شناخته می‌شوند. سم و دین می‌فهمند هر کسی که در دنیای خودشان می‌شناسند اینجا بازیگر هستند: کستیل یک خوره توییتر به نام میشا کالینز است و سم با روبی (جنویو پادالکی) ازدواج کرده. سم و دین تلاش می‌کنند به دنیای خودشان برگردند ولی زندگیشان به عنوان بازیگر و سایر عوامل سریال مانع هستند. یکی از افراد رافائل، به نام ویرجیل به آن دنیا می‌رسد تا برادرها را بکشد ولی موفق نمی‌شود و برادرها او را می‌زنند. نهایتاً به دنیای خودشان کشیده می‌شوند و با رافائل مواجه می‌شوند (در پوسته جدید). کستیل و رافائل ظاهر می‌شوند و فاش می‌کنند کلید یک حیله بوده تا توجه رافائل را از معامله واقعی پرت کنند: کستیل صاحب سلاح‌های دزدی بالتازار شده. برادرها از کستیل دلیل کارش را می‌پرسند ولی او بسادگی می‌گوید بعداً دلیلش را می‌گوید. |                   |                                   |              |                                                                                              |                 |          |                                   |
| 120 | ۱۶                | «... و بعد آنجا هیچ چیز نبود»     | مایک روهل    | برت متیوس                                                                                    | ۴ مارس ۲۰۱۱     | 3X6066   | ۲٫۱۴                              |
| ایو، مادر همه، الان روی زمین است. او راننده یک کامیون را قانع می‌کند تا سوارش کند. سپس او را آلوده می‌کند و باعث می‌شود زنش را با چکش بکشد. سم و دین به کمک بابی دنبال ایو می‌گردند. بابی در صحنه جرم، روفوس را می‌بیند. پس چهار تایی به انباری می‌روند که ساموئل و گوئن را می‌یابند (آنها هم دنبال ایو هستند). بزودی می‌فهمند یک کرم (ایو آن را درون گوش راننده کامیون گذاشته بوده) درون سر افراد باعث قتل‌ها می‌شود و الان درون سر یکی از آنهاست. دین آلوده می‌شود و گوئن را می‌کشد. وقتی درحال یافتن راهی برای کشتن کرم هستند، ساموئل می‌رود. سم و دین، او را دنبال می‌کنند و ساموئل با اسلحه مخفیش به دین حمله می‌کند اما سم، ساموئل را می‌کشد. بعد از این دیگر نشانه‌ای از کرم نیست. پس بابی و روفوس می‌روند از ماشین چند ابزار بیاورند. وقتی بابی و روفوس در حال تلاش برای باز کردن سر ساموئل هستند (تا کرم را خارج کنند)، ساموئل بیدار می‌شود و جنگی در می‌گیرد. ساموئل با برق کشته می‌شود و کرم از بدنش فرار می‌کند. سم و دین سریع وارد می‌شوند و همگی قبول می‌کنند برق را امتحان کنند تا ببینند کرم درون کیست. کرم درون بابی است و با چاقو روفوس را می‌کشد. برادرها بابی را می‌بندند و با برق شکنجه می‌دهند تا اینکه کرم می‌میرد و بیرون می‌پرد. قبل از آن کرم پیامی از طرف ایو می‌دهد: آن‌ها همگی خواهند مرد. بعداً بابی، سم و دین، روفوس را دفن می‌کنند. |                   |                                   |              |                                                                                              |                 |          |                                   |
| 121 | ۱۷                | «قلبم به زدن ادامه می‌دهد»         | فیل اسکریچیا | اریک چارملو و نیکول اسنایدر                                                                  | ۱۵ آوریل ۲۰۱۱   | 3X6068   | ۲٫۲۶                              |
| سم و دین سراغ پرونده‌ای می‌شوند که افراد به‌طور عجیب و خلاقانه می‌میرند (مثلاً سرشان توسط در گاراژ قطع می‌شود، یا ماشین فوتوکپی با شالگردن، زنی را می‌کشد) می‌فهمند این‌ها کار هیچ روح یا هیولایی نیست. به‌طور عجیبی، الن (کاملاً زنده) همسر بابی شده و شجره نامه قربانی‌ها را کنترل می‌کند. می‌فهمد نیاکان همه آن‌ها در سال ۱۹۱۲ توسط تایتانیک به امریکا مهاجرت کرده‌اند (هیچ کدام نام این کشتی را نشنیده‌اند و این کشتی توانسته از برخورد با توده یخ نجات یابد.) سم یک عکس قدیمی پیدا می‌کند و می‌فهمد اولین افسر کشتی کسی جز بالتازار نیست! بعد از احضار، بالتازار فاش می‌کند که از فیلم تایتانیک بدش می‌آید پس به گذشته رفته و کشتی را نجات داده! این باعث زنجیره‌ای از واکنش‌ها شده و باعث زنده ماندن الن و عدم اطلاع از کشتی تایتانیک شده. مرگ‌های عجیب توسط یکی از خواهران سرنوشت به نام آتروپوس انجام می‌شود. آتروپوس قصد کشتن سم و دین می‌کند؛ زیرا از اینکه از مرگ و آخرالزمان نجات یافته‌اند، خشمگین است ولی کستیل نجاتشان می‌دهد. کستیل با آتروپوس مواجه می‌شود و می‌فهمد از اینکه هیچ کس او را جدی نمی‌گیرد عصبانی است. وقتی هم که به بهشت رفته همه او را نادیده گرفته‌اند بخاطر ناتوانی اش در کشتن ۵۰ هزار فرد در تایتانیک. به کستیل (او بالتازار را قانع کرده تا تایتانیک را نجات دهد) می‌گوید که نجات ۵۰ هزار روح برای کمک به او در پیروزی در بهشت فایده‌ای ندارد و کستیل را قانع می‌کند اتفاقات زمان را درست کند. |                   |                                   |              |                                                                                              |                 |          |                                   |
| 122 | ۱۸                | «زمین مرزی»                       | گای بی       | داستان: اندرو دب و دنیل لافلین و جکسون استوارت نمایش تلویزیونی: اندرو دب و دنیل لافلین       | ۲۲ آوریل ۲۰۱۱   | 3X6067   | ۱٫۹۰                              |
| بابی می‌فهمد خاکستر ققنوس می‌تواند ایو را بکشد اگرچه می‌داند وجو ندارد. دین دفتر خاطرات ساموئل کلت را می‌یابد و ادعا کرده در وایومینگ سال ۱۸۶۱ یک ققنوس را کشته. کستیل می‌تواند آن‌ها را در زمان عقب ببرد. قبل از آن، کستیل درباره خطرات سفر در زمان هشدار می‌دهد و فقط ۲۴ ساعت وقت دارند. طولانی تر از این نمی‌تواند آن‌ها را برگرداند. در ۱۸۶۱ برادرها شاهد دار زدن الیاس فینچ هستند ولی قبلش به قاضی، کلانتر و معاون می‌گوید همگی خواهند سوخت. سم و دین می‌فهمند کلت در حال ساختن راه آهنی در ۲۰ مایلی خارج شهر است. فینچ دوباره ظاهر می‌شود و قاضی و کلانتر را می‌سوزاند و دین به عنوان کلانتر جدید شهر اعلام می‌شود. سم، کلت را می‌یابد و خودش را شکارچی از سال ۲۰۱۱ معرفی کرده و به عنوان مدرک موبایلش را می‌دهد. تلاش می‌کند با کمک کلت الیاس را که در حقیقت ققنوس است، بکشد. در این حین، یکی از معاونان کستیل، ریچل، به او درباره پیروزی در جنگ می‌گوید و تلاش می‌کند کستیل را بکشد. بشدت زخمی می‌شود ولی ریچل را می‌کشد و به خانه بابی می‌رود. می‌گوید بدون لمس روح یک انسان نمی‌تواند برادرها را برگرداند و بابی روح خودش را پیشنهاد می‌دهد. در ۱۸۶۱، دین از معاون به عنوان طعمه برای فینچ استفاده می‌کند ولی فینچ نمی‌تواند از میله‌های آهنی بگذرد. بجایش فینچ معاون را با تفنگ می‌کشد و به دنبال دین می‌رود. سم قرضی تفنگ کلت را می‌گیرد و به دین می‌دهد و او فینچ را می‌کشد. اما قبل از اینکه خاکستر را جمع کنند، کستیل آن‌ها را به زمان حال برمیگرداند. در این زمان، یک بسته مرموز از ساموئل کلت با پست می‌رسد: شامل یک نامه، موبایل سم و یک بطری پر از خاکستر ققنوس. |                   |                                   |              |                                                                                              |                 |          |                                   |
| 123 | ۱۹                | «عزیزترینِ مامان»                  | جان شووالتر  | آدام گلس                                                                                     | ۲۹ آوریل ۲۰۱۱   | 3X6069   | ۲٫۰۱                              |
| سم، دین، بابی و کستیل رد ایو را به شهر کوچکی می‌گیرند. یک بار پر از افراد مرده می‌یابند که همه مشتری‌ها توسط ایو به خون‌آشام، روح، شیپ شیفتر تبدیل شده بودند. پلیس می‌رسد و همه بجز دین را دستگیر می‌کند. سم می‌فهمد همه آن‌ها هم هیولا شده‌اند و همه به جز یکی را می‌کشد. کستیل او را بازپرسی می‌کند و می‌فهمد ایو در رستوران است. در آنجا که همگی هیولا هستند، ایو به سم و دین می‌گوید کراولی هنوز زنده است و دنبال قدرت روح است و فرزندان ایو را شکنجه می‌دهد. به شکل ماری (مادر سم و دین) در می‌آید تا عشق مادر را به آن‌ها نشان دهد. نقشه اش باعث نابودی نقشه کراولی می‌شود (نقشه ایو فرستادن روح‌ها به جای جهنم به برزخ است چون فقط هیولاها به برزخ می‌روند) دین از قبول او امتناع می‌کند و ایو قصد می‌کند او را هم هیولا کند ولی او قبلاً ویسکی مخلوط با خاکستر ققنوس خورده بوده و ایو را می‌کشد. کستیل همه هیولاها را می‌کشد. سم، دین و بابی به کستیل مشکوک می‌شوند و فکر می‌کنند او اجازه داده کراولی زنده بماند. کراولی در رستوران با کستیل ملاقات می‌کند و می‌گوید از اینکه همواره باید گندهای او را پاک کند خسته است. |                   |                                   |              |                                                                                              |                 |          |                                   |
| 124 | ۲۰                | «مردی که می‌توانست شاه شود»        | بن ادلوند    | بن ادلوند                                                                                    | ۶ مه ۲۰۱۱       | 3X6070   | ۲٫۱۱                              |
| یشتر این قسمت درباره کستیل است. او مطمئن نیست که توقف آخرالزمان کار درستی بوده. هم چنین فاش می‌کند او کسی بوده که سم را از جهنم بیرون کشیده ولی قدرت این را نداشته به‌طور کامل این کار را کند. دین به کستیل دروغ می‌گوید تا نفهمد که در حال باجویی از یک شیطان هستند تا کراولی را پیدا کنند. کستیل به ملاقات کراولی می‌رود. کراولی در حال انجام آزمایش روی جسد ایو است. او فکر می‌کند وینچسترها در حال پرت کردن حواس کستیل هستند و می‌گوید آن‌ها را بکش. ولی کستیل امتناع می‌کند و به کراولی اخطار می‌دهد. او به‌طور نامرئی به مشاهده دین، سم و بابی می‌پردازد. سچس آن‌ها را از شیاطین نجات می‌دهد. ولی یک اشتباه شک آن‌ها به کستیل را به یقین تبدیل می‌کند. در ادامه صحبتهای تک نفریش، فاش می‌کند که او جنگ داخلی را در بهشت آغاز کرد و از ۵۰ هزار روح جهنم استفاده کرد. چون رافائل می خواسته میکائیل و لوسیفر را آزاد کند و دوباره آخرالزمان را به جریان بیندازد. برادرها، او را احضار کرده و در آتش مقدس به دام می‌اندازند. دین می‌فهمد او با کراولی کار می‌کند. سپس کراولی ظاهر شده و کستیل را آزاد می‌کند. در خانه بابی، کستیل دوباره بر دین ظاهر می‌شود و می‌گوید او اینکارها را برای دین می‌کند. دین می‌خواهد با اعتماد به او دیگر به کارهایش ادامه ندهد چون برایش مانند برادر است ولی کستیل نمی‌تواند. پس دین می‌گوید هر کاری می‌کند تا او را متوقف کند. کستیل از خدا می‌خواهد به او نشانه‌ای دهد که کارش درست یا غلط است و می‌گوید اگر خدا جواب ندهد او هر چه باشد، انجام می‌دهد. هیچ نشانه‌ای داده نمی‌شود. |                   |                                   |              |                                                                                              |                 |          |                                   |
| 125 | ۲۱                | «بگذار خون بیاید»                 | جان شووالتر  | سرا گمبل                                                                                     | ۲۰ مه ۲۰۱۱      | 3X6071   | ۲٫۰۲                              |
| کراولی، لیزا و بن را می‌دزدد تا به دین هشدار دهد در برنامه اش دخالت نکند. برادرها، بالتازار را برای کمک احضار می‌کنند ولی بی‌فایده است. تحقیقات، بابی و آن‌ها را به دنیای اچ. پی لاوکرفت می‌برد که بنظر نوشته‌ای درباره توصیف برزخ فبل از مرگش نوشته. می‌فهمند لاوکرفت در یک مهمانی شام، مهمانان را به دیدن بعد دیگر جهان دعوت می‌کند ولی در آخر همگی یا مردند یا دیوانه شدند. سم برای کمک از کستیل خواهش می‌کند. کستیل هنوز فکر می‌کند کار درستی می‌کند و وقتی نزدیک است شیطانی دین را بکشد، او را نجات می‌دهد. بالتازار به ملاقات کستیل می‌رود و می‌داند او با کراولی همدست است. ولی قول می‌دهد تا آخر با کستیل بماند. بابی با تنها زنده مانده مهمانی لاوکرفت در سال ۱۹۳۷ صحبت می‌کند. می‌فهمد مادر آن شخص، همان الی ویسیاک است (قسمت مثل یک باکره) که جاویدان است و از برزخ آمده. الی توضیح می‌دهد بعد از باز شدن ابعاد، دچار شکست شد و از آن زمان در زمین مانده. اما به بابی روش باز کردن در برزخ را نمی‌گوید و کمک او برای محافظت را نمی‌پذیرد. نهایتاً بالتازار به برادرها کمک می‌کند و آن‌ها را به مکان لیزا و بن می‌برد. دین می‌فهمد لیزا توسط شیطانی تسخیر شده. او به بدن خودش چاقو می‌زند تا دین را از ادامه جن‌گیری متوقف کند. در هر حال، دین ادامه می‌دهد و شیطان را خارج می‌کند. بعد با سم، لیزا را به بیمارستان می‌برد. لیزا بشدت زخمی است و درحال مرگ است. کستیل به کمک می‌آید و زخم‌های لیزا را شفا می‌دهد. اما دین و او هر دو معتقدند این چیزی را عوض نمی‌کند و هنوز با هم دشمن هستند. به عنوان آخرین لطف، کستیل ذهن لیزا و بن را از وجود دین پاک می‌کند و حالا می‌توانند زندگی عادی داشته باشند. بعداً، الی آماده ترک خانه‌اش است اما کستیل می‌رسد و او را دستگیر می‌کند. |                   |                                   |              |                                                                                              |                 |          |                                   |
| 126 | ۲۲                | «مردی که زیادی می‌دانست»           | رابرت سینگر  | اریک کریپک                                                                                   | ۲۰ مه ۲۰۱۱      | 3X6072   | ۲٫۱۱                              |
| سم در حال فرار از پلیس است. یک ساقی به او کمک می‌کند تا دنبال نقص حافظه اش برود. قبل از این، سم به دین و بابی کمک کرده تا دنبال الی ویساک باشند. نهایتاً او را می‌یابند ولی در اثر جراحات زیاد در حال فرار از کراولی می‌میرد. کستیل ظاهر می‌شود و دیوار ذهنی سم را می‌شکند. سم در ذهنش، با نمونه ظالمی از خودش می‌جنگد و می‌برد. پس خاطرات زمان بی‌روح بودنش برمیگردد. در دنیای واقعی، بالتازار به کستیل خیانت می‌کند و مکان اختفای کراولی را به دین و بابی می‌گوید. در دنیای رویایی، سم به خانه بابی می‌رود و با سم سوم مواجه می‌شود که خاطرات قفس لوسیفر را دارد. سم شکنجه شده اجازه می‌دهد کشته شود و وارد ذهن سم واقعی می‌شود. در دنیای واقعی کستیل از خیانت بالتازار مطلع می‌شود و او را می‌کشد. دین و بابی به مخفیگاه کراولی می‌رسند ولی توده‌ای شیطان به آن‌ها حمله می‌کنند. با عصبانیت، کستیل لاش می‌کند کراولی را بکشد ولی نمی‌تواند. کراولی با رافائل متحد می‌شود. کستیل با دادن خون برزخی الی، فرار می‌کند در حالیکه کراولی با رافائل درحال گشودن در برزخ است. دین و بابی حمله می‌کنند ولی به راحتی توسط کراولی کتک می‌خورند. وقتی کراولی طلسم را تمام می‌کند هیچ اتفاقی نمی‌افتد. کستیل شیشه خون برزخی را عوض کرده و در برزخ را با خون واقعی باز می‌کند و همه روح‌های آنجا را می‌مکد. حالا با قدرت زیاد، کستیل، رافائل را نابود می‌کند و کراولی فرار می‌کند. سم بهبود یافته می‌رسد و به کستیل با شمشیر فرشته‌ها ضربه می‌زند ولی اثر ندارد. او خودش را خدای جدید جهان می‌خواند و می‌گوید به او تعظیم کنند والا نابودشان می‌کند. |                   |                                   |              |                                                                                              |                 |          |                                   |

## تهیه و تولید
تهیه‌کننده مجموعه اریک کریپک فقط برای ۵ فصل برنامه‌ریزی کرده بود. ولی بخاطر افزایش رتبه سریال طی فصل ۴ و ۵، شبکه CW سریال را برای فصل ۶ تمدید کرد. کریپک دیگر تهیه‌کننده نبود ولی جزء گروه ماند. به جای او سراگمبل تهیه‌کنندگی تمام فصل را به عهده گرفت. فیلمبرداری با ضبط قسمت چهارم به کارگردانی جنسن اکلس شروع شد و کریپک نوسنده قسمت آخر شد.
گمبل می‌گوید فصل ۶ به رابطه دو برادر می‌پردازدو بهشت و جهنم کاملاً دچار اغتشاش می‌شوند.